# Bos
Bos é um gênero de mamíferos da família dos bovídeos. Espécies deste gênero são domesticadas desde tempos pré-históricos. Este género inclui, além de diversas outras espécies, o gado-bovino-doméstico (Bos taurus), com suas duas principais subespécies, a saber o Bos taurus taurus(gado-europeu) e o Bos taurus indicus(gado-zebu-indiano).
Como as raças de origem indiana mostraram maior resistência ao clima tropical, foram importados e atualmente a maioria do gado bovino do Brasil é formado pelo gado zebu, em suas diversas raças, como Nelore, Gir, Guzerat, Sindi e Indubrasil, pelo gado europeu, como Holandês, Jersey, Angus, Hereford, Simental, Curraleiro Pé-Duro, Crioulo Lageano, Gado Pantaneiro, Gado Caracu e por mestiços de gado europeu e zebu, tais como o Canchim, Girolando, entre outros. 

## Espécies
- Bos bison — Bisão
- Bos bison bison — Bisão-americano

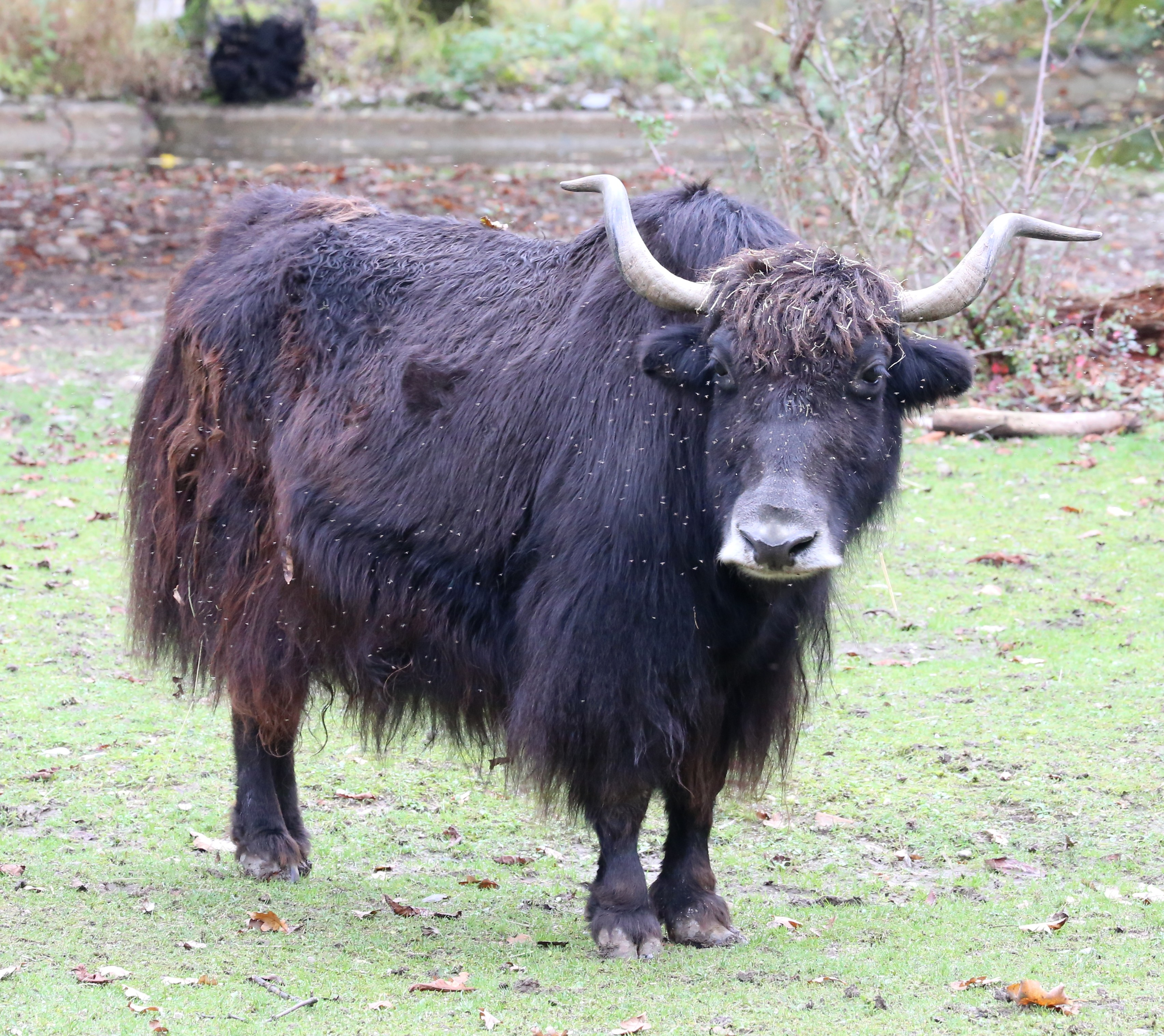
Iaque, espécie do gênero

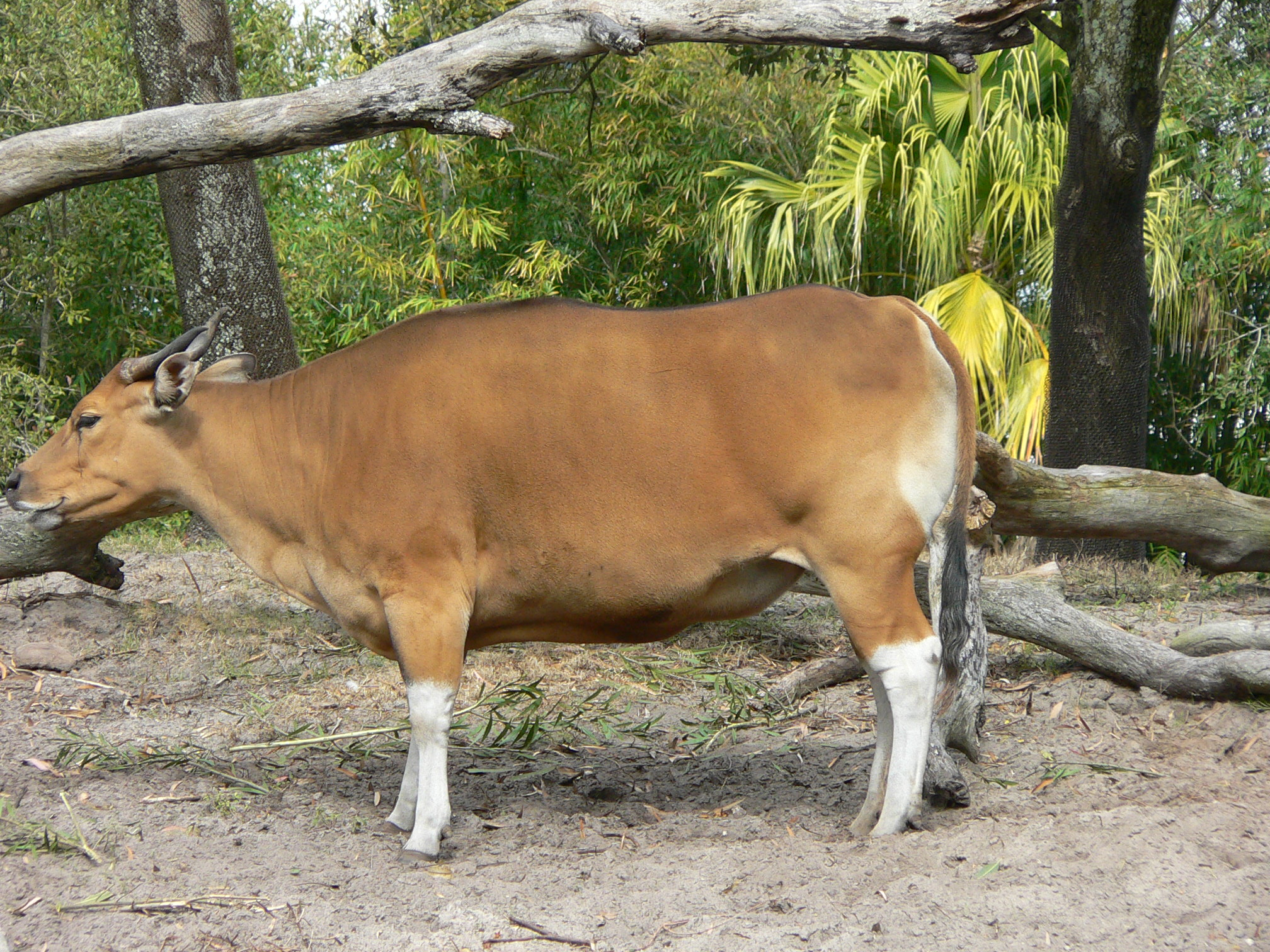
Bos javanicus, espécie do gênero Bos

- Bos bison athabascae — Bisão-das-florestas
- Bos bison bonasus — Bisão-europeu
- † Bos bison caucasicus — Bisão-caucasiano
- Bos frontalis — Gayal
- Bos gaurus — Gauro
- Bos grunniens — Iaque-doméstico
- Bos javanicus — Bantengue
- Bos mutus — Iaque selvagem
- Bos grunniens — Iaque doméstico
- Bos sauveli — Kouprey (possivelmente extinto na natureza)
- + Bos primigenius— Auroque
- Bos primigenius taurus — gado taurino
- Bos primigenius indicus — gado zebuíno